# Dimethylterephthalat
Dimethylterephthalat (DMT) ist eine organische Verbindung. Es handelt sich um den Dimethylester der 1,4-Benzoldicarbonsäure (Terephthalsäure).

## Physikalische Eigenschaften
Der Flammpunkt liegt bei 151 °C, die Zündtemperatur bei 520 °C und die Zersetzungstemperatur bei > 520 °C. Die Explosionsgrenzen liegen zwischen 0,8 % (unterer Wert) und 11,8 % (oberer Wert).

## Herstellung
Dimethylterephthalat wird meist nach dem Katzschmann-Verfahren hergestellt. Hierbei wird in einem Xylol-Isomerengemisch durch Luftoxidation, Veresterung und Kristallisation selektiv p-Toluylsäuremethylester hergestellt. Dieser wird nach dessen Abtrennung nochmals mit Luft oxidiert und mit Methanol verestert.

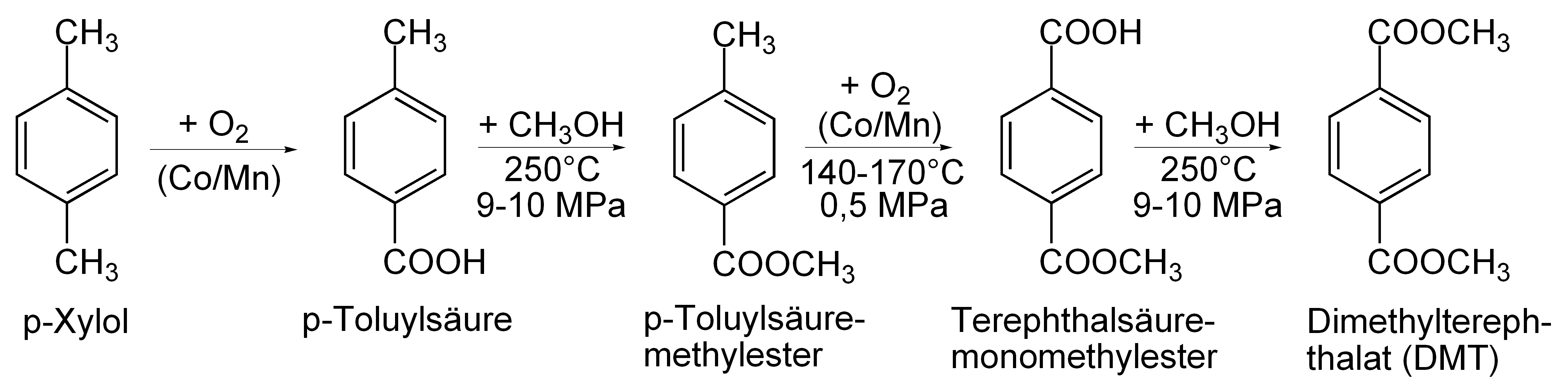
Synthese nach dem Witten-Imhausen- bzw. Katzschmann-Verfahren

## Verwendung
Dimethylterephthalat ist ein Grundstoff zur technischen Herstellung von Polyestern, beispielsweise Polyethylenterephthalat (PET) über das Zwischenprodukt Bis(hydroxyethyl)terephthalat oder Polybutylenterephthalat (PBT). Weiterhin wird es zur Herstellung von Polyesterharzen für Folien, Lacke und Kleber und von 1,4-Dimethylolcyclohexan eingesetzt.